# 大林宏 (アナウンサー)
大林 宏（おおばやし ひろし、1942年（昭和17年）11月16日 - ）はフジテレビの元アナウンサー・元解説委員。岡山県出身。

## 来歴・人物
- 1966年 慶應義塾大学法学部を卒業後、フジテレビに入社（アナウンス職[1]）。
- 1980年 報道局取材センター記者[2]。
- 報道局取材センター社会部デスク。
- 報道局報道センター『スーパータイム』土日編集長。
- 報道局報道センター『FNNスピーク』編集長。
- 報道局取材センター社会部長。
- 報道局取材センター室長。
- 報道局専任局長。
- 報道局危機管理担当。
- 報道局理事解説副委員長・解説委員。
- 2002年 定年退職。
- 上武大学客員教授。

## 過去の担当番組
アナウンサー時代
| 期間         | 期間      | 番組名          | 役職       |
| ------------ | --------- | --------------- | ---------- |
| 1960年代後半 | 1970年代  | 競馬中継        | 司会       |
| 1976年7月    | 1976年9月 | FNNニュース7:30 | キャスター |

報道局時代
| 期間         | 期間          | 番組名                  | 役職                     |
| ------------ | ------------- | ----------------------- | ------------------------ |
| 1984年4月2日 | 1984年9月28日 | FNNニュースレポート6:30 | キャスター               |
| 1999年7月5日 | 2000年3月31日 | スーパーニュース        | 17時台でのコメンテーター |
| 2000年4月3日 | 2002年9月27日 | ニュースJAPAN           | コメンテーター           |

### 退社後
- 新報道プレミアA（ナレーション）

## 主な実況歴

### GI級レース
- 皐月賞（1974年、1976年）
- 優駿牝馬（1974年、1976年 - 1979年）
- 安田記念（1975年、1976年、1978年、1979年）
- スプリンターズステークス（1974年）
- 天皇賞（秋）（1974年、1975年、1977年 - 1979年）
- 朝日杯3歳ステークス（1974年、1975年、1979年）
- 有馬記念（1975年）

### その他
- 京成杯（1974年、1976年、1978年、1979年）
- アメリカジョッキークラブカップ（1974年、1975年、1977年）
- 東京新聞杯（1980年）
- クイーンカップ（1973年 - 1976年、1978年、1979年）
- 東京4歳ステークス（1974年）
- 目黒記念（春）（1974年 - 1980年）
- 中山記念（1974年 - 1977年）
- 弥生賞（1974年）
- スプリングステークス（1974年、1979年）
- ダイヤモンドステークス（1975年、1976年、1979年）
- 日経賞（1974年、1975年、1977年、1980年）
- ダービー卿チャレンジトロフィー（1974年）
- 中山大障害（春）（1975年）
- 京王杯スプリングハンデキャップ（1975年）
- 4歳牝馬特別（東）（1975年、1976年）
- NHK杯（1974年、1977年、1979年）
- アルゼンチンジョッキークラブカップ（1973年、1974年）
- 日本短波賞（1973年、1974年、1976年）
- 北海道3歳ステークス（1973年）
- 函館記念（1973年）
- 京王杯オータムハンデキャップ（1975年、1977年）
- 函館3歳ステークス（1973年）
- 毎日王冠（1975年、1978年、1979年）
- セントライト記念（1974年、1976年、1977年）
- オールカマー（1973年、1975年 - 1977年）
- 牝馬東京タイムズ杯（1973年、1975年）
- 目黒記念（秋）（1975年、1976年、1978年、1979年）
- 京成杯3歳ステークス（1973年、1974年、1978年）
- カブトヤマ記念（1977年）
- クモハタ記念（1973年、1977年）
- 中山大障害（秋）（1974年）
- ステイヤーズステークス（1973年）